# Rete 4
«Rete 4» (Рэ́тэ Ква́ттро) — итальянский частный телевизионный канал, третий телеканал медиагруппы Mediaset (крупнейшего итальянского частного телевизионного оператора). Доступен на национальном уровне, т. е. во всей стране. Это один из основных эфирных каналов Италии, его логический номер[it] — 4.
Канал появился 4 января 1982 года.
Позиционируется как канал с широким жанровым спектром. Имеет уклон в сторону взрослых зрителей, так как транслирует в основном кино, телесериалы, новости и спорт.

## Программная политика
По подбору передач можно заключить, что канал адресован традиционалистам (пожилым людям и людям со средним уровнем образования), людям, которые считают себя консерваторами.
Другие исследования аудитории показывают, что канал смотрят в основном замужние женщины-домохозяйки, и что он нацелен на взрослую женскую аудиторию: там показывают телесериалы, как произведённые специально для него, так и покупные, программы про культуру, общественно-публицистические (про здоровье и всякого рода инструктивные по решению проблем т.п.), кинофильмы (в том числе новые, а не только уже изданные на DVD) и спорт